# Ramsgate
Ramsgate – miasto i civil parish w Wielkiej Brytanii, w hrabstwie Kent, w dystrykcie Thanet, port na wschodnim wybrzeżu Anglii. W 2011 roku civil parish liczyła 40 408 mieszkańców.
W mieście rozwinął się przemysł lekki, jest stacja kolejowa Ramsgate.

## Współpraca
Miejscowości partnerskie:
- Chimay, Belgia
- Conflans-Sainte-Honorine, Francja
- Frederikssund, Dania